# Populus fremontii
Espèce
Classification APG III (2009)
Populus fremontii, appelé communément Peuplier noir de Californie, est une espèce de plantes à fleurs de la famille des Salicaceae d'origine nord-américaine.

## Description
Populus fremontii est un arbre pouvant atteindre une hauteur de 12 à 35 m avec une couronne large, avec un tronc atteignant 1,5 m de diamètre à hauteur de poitrine. L'écorce est lisse lorsqu'elle est jeune, devenant profondément fissurée avec de l'écorce craquelée blanchâtre sur les vieux arbres.
Le plus grand arbre connu de P. fremontii aux États-Unis pousse dans la Skull Valley (Arizona). En 2012, il avait une circonférence mesurée de 14,1 m, une hauteur de 31 m et une largeur de 45,6 m.
Les feuilles, longues de 3 à 7 centimètres, sont cordées avec une pointe allongée, avec des nervures blanches et des dents crénelées grossières sur les côtés, glabres à velues et souvent tachées de résine laiteuse. Il est un arbre caduc. Les couleurs d'automne se produisent d'octobre à novembre, principalement un jaune vif, également orange, rarement rouge.
L'inflorescence est constituée d'un long chaton tombant, qui fleurit de mars à avril. Le fruit est un akène dispersé par le vent, qui ressemble à des plaques de coton suspendues à des membres, d'où le nom de "Cottonwood".
Sous-espèces
Deux sous-espèces sont actuellement reconnues. Une certaine confusion due à l'hybridation avec la sous-espèce Populus deltoides subsp. wislizeni avait initialement placé cette sous-espèce de Populus deltoides comme sous-espèce de P. fremontii, mais elle est supprimée en 1977.
- P. f. subsp. fremontii, synonymes P. f. var. arizonica et P. f. var. macdougalii, en Californie et à l'ouest de la ligne continentale de partage des eaux d'Amérique du Nord[4].
- P. f. subsp. metesae, des zones arides du Mexique, et largement planté ailleurs, généralement à l'est de la division continentale[4].

Populus fremontii forme des hybrides avec Populus angustifolia,

## Répartition

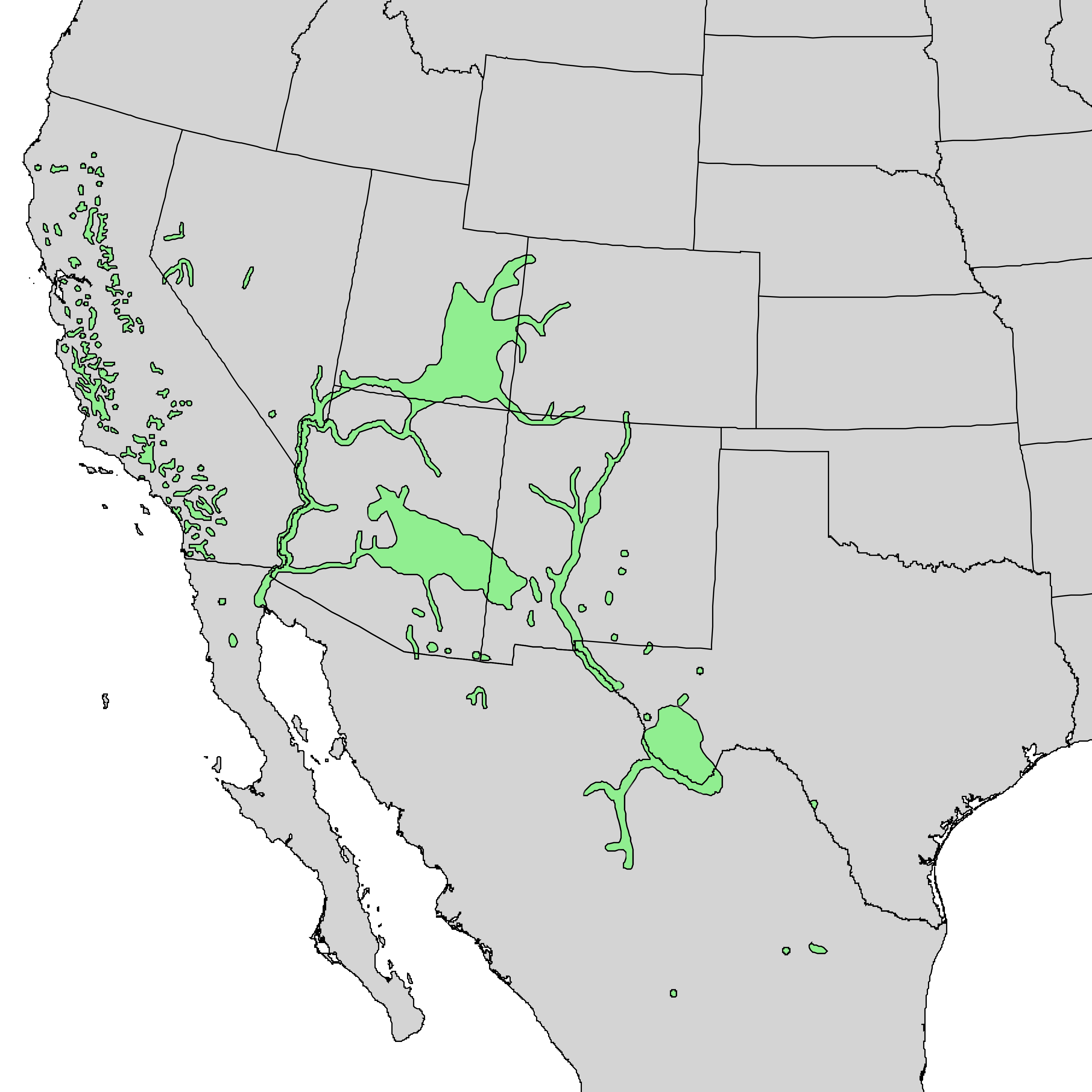
Aire de répartition de Populus fremontii.

Populus fremontii est présent au sud-ouest des États-Unis et du nord au centre du Mexique. Aux États-Unis, on le trouve en Californie, dans l'Idaho, le Nevada, l'Utah, l'Arizona, le Nouveau-Mexique, le Texas et le Colorado. Au Mexique, on le trouve en Basse-Californie, Basse-Californie du Sud, dans le Sonora, le Chihuahua, le Coahuila, le Nuevo León, l'État de Mexico et le Puebla.
L'arbre pousse près des ruisseaux, des rivières, des sources, des suintements, des zones humides et des bas-fonds alluviaux bien arrosés à des altitudes inférieures à 2 000 m d'altitude.

## Écologie
Populus fremontii pousse souvent avec Juglans californica, Juglans hindsii, Lycium pallidum. Il a pour parasite Phoradendron.
Populus fremontii est une plante hôte des chenilles de Catocala electilis, Catocala junctura, Gelechia dyariella, Gelechia versutella, Malacosoma incurva, Phyllonorycter deserticola, Phyllonorycter nipigon
Le Viréo de Bell y fait son nid. Dasypterus xanthinus dort dans cet arbre.

## Usage

### Culture
P. fremontii est cultivé comme arbre ornemental et arbre de restauration des zones ripariennes. Il est utilisé dans la plantation pour des projets d'aménagement paysager naturel, comme brise-vent, pour le contrôle de l'érosion et l'ombrage pour les installations de loisirs, les parcs et le bétail.
Il était utilisé par le passé par les colons et les éleveurs comme combustible et pour les poteaux de clôture.

### Amérindiens
Médecine traditionnelle
Les Amérindiens de l'ouest des États-Unis et du Mexique utilisaient diverses parties du peuplier pour la médecine. L'écorce interne contient de la vitamine C et est mâchée comme antiscorbutique ou comme traitement de la carence en vitamine C. L'écorce et les feuilles peuvent être utilisées pour fabriquer des cataplasmes afin de réduire l'inflammation ou pour soigner les blessures.
Art
Les Pimas du sud de l'Arizona et du nord du Mexique vivaient le long des cours d'eau du désert de Sonora et utilisaient des brindilles de l'arbre dans les paniers fins et complexes qu'ils tissaient. Les Cahuillas utilisaient le bois de l'arbre pour fabriquer des outils, les Pueblos pour des tambours et les Quechans pour les incinérations rituelles. Les Hopis taillent la racine du peuplier pour créer des poupées Kachina,.